# Joseph Truman
Joseph Truman (Petersfield, 14 de febrero de 1997) es un deportista británico que compite en ciclismo en la modalidad de pista, especialista en la prueba de velocidad por equipos.
Ganó dos medallas en el Campeonato Mundial de Ciclismo en Pista, en los años 2018 y 2024, y dos medallas de plata en el Campeonato Europeo de Ciclismo en Pista, en los años 2016 y 2023. En los Juegos Europeos de Minsk 2019 obtuvo una medalla de bronce en la prueba de velocidad por equipos.

## Medallero internacional
| Campeonato Mundial | Campeonato Mundial       | Campeonato Mundial | Campeonato Mundial    |
| Año                | Lugar                    | Medalla            | Competición           |
| ------------------ | ------------------------ | ------------------ | --------------------- |
| 2018               | Apeldoorn (Países Bajos) | Medalla de plata   | Velocidad por equipos |
| 2024               | Ballerup (Dinamarca)     | Medalla de bronce  | 1 km contrarreloj     |
| Juegos Europeos    |                          |                    |                       |
| Año                | Lugar                    | Medalla            | Competición           |
| 2019               | Minsk (Bielorrusia)      | Medalla de bronce  | Velocidad por equipos |
| Campeonato Europeo |                          |                    |                       |
| Año                | Lugar                    | Medalla            | Competición           |
| 2016               | Saint-Quentin (Francia)  | Medalla de plata   | Velocidad por equipos |
| 2023               | Grenchen (Suiza)         | Medalla de plata   | Velocidad por equipos |

1. 1 2  Compitió en la ronda de clasificación.